# 경남고성공룡세계엑스포
경남 고성 공룡 세계 엑스포는 대한민국 경상남도 고성군 회화면 당항포 관광지에서 개최되는 공룡을 주제로 한 축제 및 전시회 행사이다. 이 행사의 주관기관은 재단법인 경남 고성 공룡 세계 엑스포 조직 위원회이며, 주최는 경상남도 고성군이다.

## 개요
여러 지역에서 발견된 크고 작은 5,000여 개의 공룡알과 공룡화석의 가치를 알리고 관광산업을 알리기 위하여 2006년부터 3~4년마다 열린다. 고성군은 2003년 5월 31일 국무총리 국무조정실 재경금융심의관실에 경남 고성 공룡 세계 엑스포를 신청하여 2003년 8월 4일 승인을 얻었다. 2004년과 2005년을 각각 엑스포 기반 조성 원년의 해와 엑스포 성공을 위해 군민과 함께 뛰는 해로 정하고 행사를 준비하였다. 2004년 5월 17일 행사를 주관할 단체로 경남 고성 공룡 세계 엑스포 조직 위원회를 개설하였으며, 2025년 현재 (재)고성문화관광재단에서 경남고성공룡세계엑스포를 운영하고 있다.

## 행사장
주요행사가 개최되는 행사장은 경상남도 고성군 회화면 당항만로 1116, 당항포관광지일원으로 모두 11개의 전시관과 5개의 체험관으로 이루어져 있으며, 해안산책로, 등산로 공룡 발자국 탐방로 등의 야외 테마 공원으로 이루어져 있다. 행사장 주변으로는 모두 6개의 대형 주차장과 시내버스 정류장, 택시 승강장등의 시설이 있다.

## 위치
행사는 경남 고성군 회화면 당항만로 1116  당항포관광지 안 에서 열린다.(공룡의문, 바다의 문 입장)

## 캐릭터
캐릭터는 4마리의 공룡을 형성화했다. 온고지신이라고도 한다. 온고지신이라는 뜻은 옛것은 미루고 새것을 배우자라는 뜻으로 전통과 역사를 바탕으로 새로운 미래를 만들어가는 고성을 시각화 하여 나타낸 것이다.

## 역대 엑스포
- 2006년 4월 14일 ~ 6월 4일 주제: 공룡과 지구 그리고 생명의 신비
- 2009년 3월 27일 ~ 6월 7일 주제 : 놀라운 공룡세계 상상
- 2012년 3월 30일 ~ 6월 10일 주제 : 하늘이 내린 빗물 공룡을 깨우다
- 2016년 4월 1일 ~ 6월 12일 주제 : 공룡, 희망의 빛으로 미래를 열다
- 2021년 9월 17일 ~ 11월 7일 주제: 사라진 공룡, 그들의 귀환
- 2022년 10월1일~ 10월30일   주제: 끝나지 않은 모험
- 2023년 9월22일~ 10월29일    주제: 상상 그 이상의 공룡세계
- 2024년 10월2일~  11월3일      주제:공룡과 나
- 2025년 10월1일~  11월9일      주제:공룡과 함께 춤을